# Torneo de Zúrich 2007
El Zurich Open 2007 fue un torneo de tenis femenino, disputado del 15 al 21 de octubre de 2007. Fue un evento de categoría Tier I que se jugó en canchas de cemento en pistas cubiertas como preparativo para el campeonato de fin de año de la WTA. Fue la 24.ª edición del torneo y tuvo lugar en el Hallenstadion en la ciudad suiza, Zúrich.

## Campeonas

### Individual femenino
Justine Henin venció a  Tatiana Golovin por 6–4, 6-4

### Dobles femenino
Květa Peschke /  Rennae Stubbs vencieron a  Lisa Raymond /  Francesca Schiavone por 7-5, 7–6(7–1)